# Actinote sinefascia
Actinote sinefascia är en fjärilsart som beskrevs av Jordan 1913. Actinote sinefascia ingår i släktet Actinote och familjen praktfjärilar. Inga underarter finns listade i Catalogue of Life.